# Songs from the West Coast
| 전문가 평가                   | 전문가 평가 |
| 평가 점수                     | 평가 점수   |
| 출처                          | 점수        |
| ----------------------------- | ----------- |
| The Advocate                  | favourable  |
| AllMusic                      | [ 2 ]       |
| The Christian Science Monitor | favourable  |
| Entertainment Weekly          | A−          |
| The Guardian                  | [ 5 ]       |
| Jam!                          | favourable  |
| Los Angeles Times             | positive    |
| People                        | favourable  |
| Rolling Stone                 | [ 9 ]       |

《Songs from the West Coast》는 영국의 음악가 엘튼 존이 2001년 10월 1일에 발매된 스물여덟 번째 스튜디오 음반이다. 많은 비평가들은 이 음반이 존을 피아노에 기반을 둔 음악적 뿌리로 회귀했다고 평했다.

## 싱글
〈I Want Love〉는 음반에서 처음으로 발매된 싱글로, 이후 그래미 어워드 후보에 올랐다. 영국 싱글 차트 7위, 미국 《빌보드》 버블링 언더 차트 110위, 어덜트 컨템포러리 차트 6위에 올랐다. 캐나다에서도 9위에 올랐다. 〈This Train Don't Stop There Anymore〉와 〈Original Sin〉도 싱글 히트작이 되었다. 이 음반에 수록된 곡들 중 미국 빌보드 핫 100을 진입한 곡은 하나도 없었으며, 이 곡은 존이 빌보드 핫 100(최소 40위 안에 든 30곡)에서 최소 한 곡으로 31년이라는 기록을 동결시켰다. 조지 스트레이트는 2011년 컨트리 차트에서 이 기록을 세웠다.

## 커버 아트
커버 아트에 나와 있는 레스토랑은 레이의 레스토랑으로 1993년의 《트루 로맨스》, 2005년의 《독타운의 제왕들》 등 로스앤젤레스를 기반으로 한 많은 영화 촬영지로 자주 이용되고 있다. 존의 파트너인 데이비드 퍼니시와 그의 운영 책임자인 밥 핼리가 음반 커버에 등장한다. 바에서 카우보이로 퍼니시를, 수갑을 찬 남자로는 핼리를 각각 맡았다.

## 곡 목록
모든 곡들은 엘튼 존과 버니 토핀에 의해 작사/작곡하였다.
| #   | 제목                                    | 재생 시간 |
| --- | --------------------------------------- | --------- |
| 1.  | 〈The Emperor's New Clothes〉           | 4:28      |
| 2.  | 〈Dark Diamond〉                        | 4:26      |
| 3.  | 〈Look Ma, No Hands〉                   | 4:22      |
| 4.  | 〈American Triangle〉                   | 4:49      |
| 5.  | 〈Original Sin〉                        | 4:49      |
| 6.  | 〈Birds〉                               | 3:51      |
| 7.  | 〈I Want Love〉                         | 4:35      |
| 8.  | 〈The Wasteland〉                       | 4:21      |
| 9.  | 〈Ballad of the Boy in the Red Shoes〉  | 4:52      |
| 10. | 〈Love Her Like Me〉                    | 3:58      |
| 11. | 〈Mansfield〉                           | 4:56      |
| 12. | 〈This Train Don't Stop There Anymore〉 | 4:39      |

## 인증
| 국가                                                  | 인증        | 판매량/출하량 |
| ----------------------------------------------------- | ----------- | ------------- |
| 오스트레일리아 (ARIA)                                 | 골드        | 35,000^       |
| 캐나다 (뮤직 캐나다)                                  | 골드        | 50,000^       |
| 덴마크 (IFPI Danmark)                                 | 골드        | 25,000        |
| 이탈리아 (FIMI)                                       | 플래티넘    | 100,000*      |
| 노르웨이 (IFPI 노르웨이)                              | 골드        | 25,000*       |
| 스웨덴 (GLF)                                          | 골드        | 40,000^       |
| 스위스 (IFPI 스위스)                                  | 골드        | 20,000^       |
| 영국 (BPI)                                            | 2× 플래티넘 | 600,000^      |
| 미국 (RIAA)                                           | 골드        | 500,000       |
| 요약                                                  |             |               |
| 유럽 (IFPI)                                           | 플래티넘    | 1,000,000*    |
| *판매량을 기반으로 한 인증 ^출하량을 기반으로 한 인증 |             |               |